# Cebus
Cebus Erxleben, 1777 è un genere di primati Platirrini, ascritto alla sottofamiglia Cebinae, nell'ambito della famiglia Cebidae.
A questo genere vengono ascritte le scimmie note col nome comune collettivo di cebi (dal greco Kébos, "scimmia dalla coda lunga") o cappuccine, diffuse dall'Honduras al Paraguay ed all'Argentina settentrionale.

## Descrizione
Devono il nome comune alla somiglianza fra la colorazione del mantello (in particolare Cebus capucinus) con gli abiti di un frate francescano, con tanto di cappuccio: il corpo, gli arti e la nuca sono infatti solitamente di colore scuro, mentre attorno alla faccia e su gola e petto il pelo ha colore bianco.

Si tratta di scimmie di medie dimensioni (110 cm di lunghezza totale massima, per un peso medio di circa 6 kg), con la coda lunga esattamente quanto il corpo: tale appendice non è prensile e viene spesso portata arricciata o piegata a virgola verso il basso.

## Biologia
Tutte le specie hanno abitudini diurne ed arboree: nelle ore centrali del giorno, possono cercare riparo in posti freschi e restare inattive per un periodo di circa un'ora. Di notte, invece, dormono sugli alberi, solitamente appoggiate alle biforcazioni dei rami.
Vivono in gruppi di 6-40 esemplari, comprendenti numerose femmine fra loro imparentate coi propri cuccioli e numerosi maschi, uno dei quali è il maschio dominante: costui ha il diritto di accoppiarsi per primo con le femmine. In alcune specie (come Cebus capucinus), tuttavia, il maschio condivide l'onere della guida del gruppo con una femmina dominante.

Il gruppo marca l'area centrale del proprio territorio con l'urina, difendendolo da eventuali intrusioni: le aree periferiche dei territori possono sovrapporsi fra loro.

Le abitudini sociali delle scimmie di questo genere sono straordinariamente simili a quelle delle scimmie del Vecchio Mondo: si ritiene che questo caso di convergenza evolutiva si sia mostrato come risposta a diete e predatori simili nei due continenti, che hanno portato a stili di vita simili.
La loro dieta è molto opportunistica: mangiano frutta e semi, ma non disdegnano uccelli e le loro uova, grossi insetti ed altri piccoli vertebrati.
Le femmine si riproducono ogni due anni: la gestazione dura circa sei mesi, al termine dei quali nasce un unico cucciolo, che si attacca prima al petto materno e poi si sposta sul dorso.

La maturità viene raggiunta in queste specie piuttosto tardivamente: i maschi diventano sessualmente maturi solamente ad otto anni, mentre le femmine impiegano la metà del tempo.

La speranza di vita di questi animali in natura è di circa vent'anni.
Con una massa cerebrale di circa 40 g, vengono considerate le più intelligenti fra le platirrine: possono infatti utilizzare strumenti, come sassi e pezzi di legno, per spaccare i gusci dei semi o degli animali, mentre i giovani imparano le varie tecniche osservando gli adulti. Quando mangiano sugli alberi, inoltre, incrociano le gambe per evitare che il succo o dei pezzi del cibo cadano al suolo, divenendo irreperibili. Durante la stagione delle piogge, quando le zanzare sono particolarmente abbondanti, questi animali sono stati osservati mentre si strofinavano sul corpo dei millepiedi schiacciati, che agivano come repellente naturale.

Davanti ad uno specchio, infine, questi animali mostrano comportamenti intermedi fra la coscienza dell'avere davanti a sé una propria immagine riflessa e l'avere un animale estraneo: mentre solitamente le femmine tendono ad evitare gli sguardi diretti con individui estranei dello stesso sesso e i maschi invece tendono ad utilizzare questa forma di sfida, davanti ad uno specchio avviene tutto il contrario, ossia la femmina vede la propria riflessione come un esemplare familiare, mentre i maschi mostrano segni di smarrimento.

Non è ancora chiaro se invece le cappuccine siano in grado di immedesimarsi nella situazione di altri esemplari, come previsto dalla teoria della mente: possono ad esempio essere addestrate a chiedere ad una terza persona di dar loro il cibo, qualora esse non sappiano dove esso si trovi ma sappiano che questa persona conosce la sua ubicazione, ma altri esperimenti hanno invece dimostrato che in altri campi queste scimmie non utilizzano una teoria della mente.

## Tassonomia
Al genere sono attualmente ascritte 14 specie:
- Cebus aequatorialis J. A. Allen, 1914 - cebo dell'Ecuador
- Cebus albifrons (Humboldt, 1812) - cebo dalla fronte bianca
- Cebus brunneus Allen, 1914 - cebo del Venezuela
- Cebus cesarae Hershkovitz, 1949 - cebo del Rio Cesar
- Cebus cuscinus Thomas, 1901 - cebo del Perù
- Cebus capucinus (Linnaeus, 1758) - cebo cappuccino
- Cebus imitator Thomas, 1903 - cebo di Panama
- Cebus kaapori Queiroz, 1992 - cebo Ka'Apor
- Cebus leucocephalus Gray, 1866 - cebo dalla testa bianca
- Cebus malitiosus Elliot, 1909 - cebo di Santa Marta
- Cebus olivaceus Schomburgk, 1848 - cebo olivaceo
- Cebus unicolor Spix, 1823 - cebo monocolore
- Cebus versicolor Pucheran, 1845 - cebo della Colombia
- Cebus yuracus Hershkovitz, 1949 - cebo del Maranon

Alcune scimmie cappuccine che in precedenza venivano attribuite a questo genere, sono oggi attribuite al genere Sapajus.

## L'uomo e i cebi
Essendo molto adattabili e confidenti, non è raro che nelle aree del loro habitat devastate dall'attività umana questi animali eleggano a propria dimora le piantagioni e danneggino i campi coltivati, facendo a volte scorribande nelle case per rubare del cibo.
Nei Paesi occidentali, questi animali vengono immediatamente identificati come fedeli compagni dei suonatori ambulanti di organo a rullo: vengono tuttavia largamente impiegati anche nei laboratori di ricerca e come animali domestici, specialmente negli Stati Uniti.

Alcune organizzazioni stanno inoltre studiando un possibile impiego dei cebi come aiutanti di persone affette da paraplegia e quadriplegia: dopo un periodo di acclimatazione nella casa del malato, a contatto con la sua famiglia, l'animale può essere addestrato a compiere alcuni lavori, come cucinare il cibo già pronto in un forno a microonde, aprire bottiglie e lavare la faccia al malato.